# Albeni (okręg Gorj)
Albeni – wieś w Rumunii, w okręgu Gorj, w gminie Albeni. W 2011 roku liczyła 1726 mieszkańców.